# Violales
Violales is een botanische naam, voor een orde van tweezaadlobbige planten: de naam is gevormd uit de familienaam Violaceae. Een orde onder deze naam wordt vrij regelmatig erkend door systemen voor plantentaxonomie, maar niet door het APG-systeem (1998) en het APG II-systeem (2003).

## Cronquist
In het Cronquist-systeem (1981), waar de orde geplaatst werd in diens onderklasse Dilleniidae, was de samenstelling van de orde:
- orde Violales
  - familie Achariaceae
  - familie Ancistrocladaceae
  - familie Begoniaceae
  - familie Bixaceae
  - familie Caricaceae
  - familie Cistaceae
  - familie Cucurbitaceae
  - familie Datiscaceae
  - familie Dioncophyllaceae
  - familie Flacourtiaceae
  - familie Fouquieriaceae
  - familie Frankeniaceae
  - familie Hoplestigmataceae
  - familie Huaceae
  - familie Lacistemataceae
  - familie Loasaceae
  - familie Malesherbiaceae
  - familie Passifloraceae
  - familie Peridiscaceae
  - familie Scyphostegiaceae
  - familie Stachyuraceae
  - familie Tamaricaceae
  - familie Turneraceae
  - familie Violaceae

De meeste van de betreffende planten worden door APG geplaatst in de orde Malpighiales, maar
- Ancistrocladaceae, Dioncophyllaceae, Frankeniaceae en Tamaricaceae → orde Caryophyllales
- Begoniaceae, Cucurbitaceae en Datiscaceae → orde Cucurbitales
- Bixaceae en Cistaceae  → orde Malvales
- Caricaceae → orde Brassicales
- Fouquieriaceae → orde Ericales
- Hoplestigmataceae → onzekere positie
- Huaceae → clade Eurosids I
- Loasaceae → orde Cornales
- Stachyuraceae → orde Crossosomatales

## Takhtajan
Onder het systeem van Armen Takhtajan was de orde veel bescheidener van omvang:
- orde Violales
  - familie Cistaceae
  - familie Cucurbitaceae
  - familie Tamaricaceae
  - familie Violaceae